# Арлекин с зеркалом
«Арлекин с зеркалом» (исп. Arlequín con espejo) — картина испанского/французского художника Пабло Пикассо, написанная в 1923 году. Картина находится в Музее Тиссен-Борнемиса в Мадриде.

## Описание
В персонаже картины «Арлекин с зеркалом», изначально задуманной как автопортрет, слились образы трёх героев из мира цирка и итальянской Комедии масок, с которыми Пикассо одновременно себя олицетворял и которыми восхищался: у него треуголка Арлекина, костюм акробата и лицо Пьеро, ставшее маской, скрывающей истинный лик художника. 
Монументальная фигура Арлекина, заполняющая основное пространство холста, свидетельствует о новой художественной манере, которую Пикассо начал развивать после поездки в Италию в 1917 году, вдохновившись творениями выдающихся мастеров. Хотя итальянские впечатления и стали точкой возврата к установкам классической традиции, буквальной трактовке художник предпочёл свободу своего раннего кубистического опыта.